# Lauratonema mentulatum
Lauratonema mentulatum är en rundmaskart som beskrevs av Christian Wieser 1959. Lauratonema mentulatum ingår i släktet Lauratonema och familjen Lauratonematidae. Inga underarter finns listade i Catalogue of Life.